# Ордешей
Ордешей (рум. Ordășei) — село у Теленештському районі Молдови. Утворює окрему комуну.

## Населення
За даними перепису населення 2004 року у селі проживали 916 осіб.
Національний склад населення села:
| Національність       | Кількість осіб | Відсоток   |
| -------------------- | -------------- | ---------- |
| молдавани румуни     | 881 19         | 96,2% 2,1% |
| українці             | 9              | 1,0%       |
| росіяни              | 6              | 0,7%       |
| інша / без відповіді | 1              | 0,1%       |
| Всього               | 916            | 100%       |